# Apteromantis aptera
Apteromantis aptera е вид насекомо от семейство Mantidae.

## Разпространение
Видът е разпространен в Испания и Португалия.